# Terre di Pedemonte
Terre di Pedemonte ist eine politische Gemeinde im Schweizer Kanton Tessin. Sie gehört zum Kreis Melezza und zum Bezirk Locarno.

## Geschichte
Die neue Gemeinde entstand auf den 14. April 2013 aus den bestehenden Gemeinden Cavigliano, Tegna und Verscio.
Mit dem Projekt wurde ein früheres Vorhaben wieder aufgenommen. Am 22. September 2002 fand bereits eine Konsultativabstimmung zu einem Fusionsprojekt der Gemeinden Tegna, Verscio und Cavigliano mit dem Arbeitsnamen Pedemonte statt. Das Projekt wurde nach dem ablehnenden Votum der Stimmberechtigten von Tegna auf Eis gelegt. 2011 wurde die Fusion auch in Tegna in einer Volksabstimmung angenommen. Der Name der Fusionsgemeinde sollte zunächst Tre Terre lauten. 2012 wurde der Name in Terre di Pedemonte geändert. Terre di Pedemonte bildet zusammen mit Auressio eine eigenständige Bürgergemeinde.

## Bevölkerung
| Bevölkerungsentwicklung | Bevölkerungsentwicklung | Bevölkerungsentwicklung |
| ----------------------- | ----------------------- | ----------------------- |
| Jahr                    | 2013                    | 2020                    |
| Einwohner               | 2592                    | 2596                    |